# زرغر (غرمي)
زرغر (بالإنجليزية: Zargar-e Barzand)‏ هي منطقة سكنية تقع في قسم بائين برزند الريفي في إيران.